# Bruinkeelbladspeurder
De bruinkeelbladspeurder (Automolus cervinigularis) is een zangvogel uit de familie Furnariidae (ovenvogels).

## Taxonomie
De vogel werd in 1857 door Philip Lutley Sclater geldig als aparte soort beschreven. Later werd het soortbegrip ruimer opgevat en werd dit taxon een ondersoort van de okerkeelbladspeurder (A. ochroleamus). Op grond van moleculair genetisch onderzoek en vergelijkend onderzoek aan de geluiden van deze soort, gepubliceerd in 2014 en 2017 is dit taxon (weer) gepromoveerd tot soort.

## Verspreiding en leefgebied
Deze soort telt twee ondersoorten:
- A. c. cervinigularis: van zuidelijk Mexico tot Belize en Guatemala.
- A. c. hypophaeus: van Honduras tot noordwestelijk Panama.

## Status
De grootte van de populatie is niet gekwantificeerd maar er zijn geen aanwijzingen dat de soort in zijn bestaan wordt bedreigd. Op de Rode lijst van de IUCN heeft deze soort de status niet bedreigd.